# 8 Out of 10 Cats
8 Out of 10 Cats est une émission comique britannique créée par Zeppotron, la filiale d'Endemol pour Channel 4. Elle a été diffusée pour la première fois le 3 juin 2005. Le jeu télévisé est fondé sur des statistiques et des sondages. Le titre de l'émission vient du slogan publicitaire de la marque de nourriture pour chat Whiskas qui proclamait à l'origine « 8 chats sur 10 préfèrent Whiskas » (« 8 out of 10 cats prefer Whiskas »). 

## Présentation
L'émission est présentée par l'humoriste Jimmy Carr et deux équipes, composées d'un capitaine d'équipe et de deux célébrités invitées, s'affrontent. Sean Lock est capitaine d'équipe depuis le début de l'émission, le capitaine de l'équipe adverse a été Dave Spikey de la saison 1 à la saison 4. Il est remplacé par Jason Manford, qui part après la 10e série. Ce dernier est remplacé par Jon Richardson qui participe encore actuellement au jeu.
L'émission est enregistrée au BBC Television Centre, en général, la veille de la diffusion.

## Déroulement de l'émission
Les manches de 8 Out of 10 Cats sont actuellement :
- « What Are You Talking About? » (« Qu'est-ce que vous racontez ? ») - L'organisation de sondage a demandé au public quels ont été leurs sujets de conversation durant la semaine. Les équipes essayent de deviner quel est le top 3.
- « Pick of the Polls » (« Choix des urnes ») - Les équipes peuvent choisir entre quatre images et on leur donne un sondage en lien avec l'image.
- « Believe It or Not » (« Croyez-le ou non ») - On donne aux équipes une statistique et ils doivent deviner si elle est correcte.
- « And the Winner Is... » (« Et le gagnant est...») - On pose aux équipes une question d'un sondage et ils doivent deviner la première réponse.
- « The Poll With a Hole » (« Le sondage avec un trou ») - On donne à chaque équipe une statistique, mais il y manque une information importante. Les équipes doivent trouver l'élément manquant[2].

Jusqu'à la saison 8, l'émission se découpait en quatre manches, elle n'en compte désormais plus que trois.